# Toujours moi
Albums de Axelle Red
À tâtons
(1996) Face A / Face B
(2002)
Toujours Moi est le 3e album studio d'Axelle Red. L'album est plus calme et plus intime que le très soul À tâtons. Ce disque contient aussi le titre « Parce que c'est toi » qui sera un des plus grands tubes d'Axelle Red car il se vendra à 270 000 exemplaires. L'album sera certifié platine (plus de 460 000 exemplaires vendus en France) et triple disque de platine en Belgique avec plus de 100 000 copies vendues. Axelle Red recevra aussi le prix Victoire de l'Artiste interprète féminine de l'année aux Victoires de la musique.

## Liste des titres
1. Faire des mamours
2. Mon futur proche
3. Ce matin
4. Parce que c'est toi
5. A 82 ans
6. La réponse
7. Bimbo à moi
8. Stay or not (entièrement instrumental)
9. J'ai jamais dit (Je serais ton amie)
10. Quitter Tôt
11. Toujours Moi

## Singles
- 1999 :
  - Ce matin
  - Faire des mamours
  - Parce que c'est toi (270 000 exemplaires)
- 2000 :
  - Bimbo à moi
  - J'ai jamais dit (Radio Mix)